# Gemmula flata
Gemmula flata é uma espécie de gastrópode do gênero Gemmula, pertencente a família Turridae.